# Satz von Kurosch-Ore
Der Satz von Kurosch-Ore (englisch Kurosh-Ore theorem oder Kuroš-Ore theorem) ist einer der klassischen Sätze des mathematischen Gebiets der Verbandstheorie. Der Satz behandelt eine Fragestellung zu irreduziblen Darstellungen von Elementen modularer Verbände und geht auf zwei Publikationen zurück, die von dem sowjetischen Mathematiker Alexander Gennadjewitsch Kurosch (im Jahre 1935) und von dem norwegischen Mathematiker Øystein Ore (im Jahre 1936) vorgelegt wurden. Er ist verwandt mit dem aus der Linearen Algebra bekannten Austauschsatz von Steinitz und eng verbunden mit dem Isomorphiesatz für modulare Verbände, auf dem der Beweis des Kurosch-Ore'schen Satzes im Wesentlichen beruht.

## Formulierung des Satzes
Der Satz lässt sich zusammengefasst angeben wie folgt:
In einem modularen Verband besitzt jede unverkürzbare aus irreduzibelen Komponenten bestehende Darstellung eines Elements (soweit überhaupt vorhanden) stets dieselbe Anzahl von Komponenten.
Im Einzelnen gilt:
Sind ein modularer Verband {\displaystyle (V,\vee ,\wedge )} sowie zwei natürliche Zahlen {\displaystyle n\geq 1} und {\displaystyle m\geq 1} und  Elemente {\displaystyle v,x_{0},\,\dots ,x_{n-1},y_{0},\,\dots ,y_{m-1}\in V} gegeben und hat {\displaystyle v} die beiden Darstellungen
{\displaystyle v=x_{0}\vee \,\dots \vee x_{n-1}=y_{0}\vee \,\dots \vee y_{m-1}},
wobei die beteiligten Elemente {\displaystyle x_{i}} und {\displaystyle y_{j}} sämtlich {\displaystyle \vee }-irreduzibel und beide Darstellungen {\displaystyle \vee }-irredundant sind ,
so ist {\displaystyle n=m}
und dabei gibt es zu jedem Index {\displaystyle i\in \{0,\,\dots ,n-1\}} einen Index {\displaystyle j(i)\in \{0,\,\dots ,m-1\}} mit
{\displaystyle v=x_{0}\vee \,\dots \vee x_{i-1}\vee y_{j(i)}\vee x_{i+1}\vee \,\dots \vee x_{n-1}}.
In gleicher Weise gilt der zugehörige duale Satz.

## Verwandte Sätze
I
Zum Satz von Kurosch-Ore gibt es noch weitere Versionen. So wird etwa in der Monographie Lattices and Ordered Algebraic Structures von Thomas Scott Blyth der Satz in einer anderen, der obigen im Wesentlichen gleichwertigen Formulierung angeboten, die folgendes besagt:
In einem modularen Verband, der die absteigende Kettenbedingung erfüllt, haben alle irredundanten aus {\displaystyle \vee }-irreduzibelen Komponenten bestehenden {\displaystyle \vee }-Darstellungen eines Elements dieselbe Anzahl von Komponenten.
Wie Blyth zeigt, lässt sich in dieser Version der Satz von Kurosch-Ore weiter verschärfen, wenn statt eines modularen sogar ein distributiver Verband zugrunde liegt:
In einem distributiven Verband mit absteigender Kettenbedingung besitzt jedes vom Nullelement verschiedene Verbandselement eine und nur eine irredundante aus {\displaystyle \vee }-irreduzibelen Komponenten bestehenden {\displaystyle \vee }-Darstellung.
Der letzte Satz tritt ebenfalls in der Monographie Einführung in die Verbandstheorie von Hans Hermes auf und wird dort vom Autor als Zerlegungssatz bezeichnet.
II
In seiner Monographie erwähnt Hermes den Satz von Kurosch-Ore zwar nicht, er formuliert jedoch dort im Zusammenhang mit dem Isomorphiesatz für modulare Verbände einen anderen Satz, der dem Kurosch-Ore'schen Satz ähnelt und den Hermes als Kettensatz bezeichnet. Dieser Kettensatz lässt sich folgendermaßen darstellen:
Sind in dem modularen Verband {\displaystyle (V,\vee ,\wedge )} zwei Elemente {\displaystyle v} und {\displaystyle w} durch eine endliche Kette {\displaystyle K_{0}\subseteq (V,\leq )} verbunden und ist {\displaystyle K_{0}} zugleich maximal in dem durch Inklusion geordneten Mengensystem aller {\displaystyle v} und {\displaystyle w} verbindenden Ketten, so ist auch jede andere {\displaystyle v} und {\displaystyle w} verbindende Kette {\displaystyle K} endlich und erfüllt dabei hinsichtlich ihrer Mächtigkeit die Ungleichung {\displaystyle |K|\leq |K_{0}|}.
Der Kettensatz wird – nach Richard Dedekind – auch als dedekindscher Kettensatz bezeichnet und gilt in gleicher Weise noch in jedem (nach oben oder nach unten) semimodularen Verband.
Hermes greift beim Beweis des Kettensatzes wiederum auf ein anderes Resultat zurück, welches er als Folgerung aus dem erwähnten Isomorphiesatz gewinnt und das er als Nachbarsatz bezeichnet. Dieser Satz macht inhaltlich die Aussage, dass in einem modularen Verband {\displaystyle (V,\vee ,\wedge )} und ebenso in dem zugehörigen dualen Verband {\displaystyle (V,\wedge ,\vee )} für je zwei verschiedene Elemente {\displaystyle v,w\in V} stets das semimodulare Gesetz erfüllt ist.

## Erläuterungen und Anmerkungen
- In einem Verband {\displaystyle (V,\vee ,\wedge )} ist für ein Element {\displaystyle v\in V} eine Darstellung (englisch representation) eine Gleichung der Form {\displaystyle v=v_{0}\vee \,\dots \vee v_{n-1}} oder der Form {\displaystyle v=v_{0}\wedge \,\dots \wedge v_{n-1}} mit einer natürlichen Zahl {\displaystyle n\geq 0}. Die {\displaystyle v_{i}} nennt man dabei die Komponenten der Darstellung. Die Zahl {\displaystyle n+1} ist die Anzahl der Komponenten. Falls notwendig spricht man genauer von einer {\displaystyle \vee }-Darstellung bzw. einer {\displaystyle \wedge }-Darstellung.
- Man bezeichnet  eine Darstellung {\displaystyle v=v_{0}\vee \,\dots \vee v_{n-1}} bzw. {\displaystyle v=v_{0}\wedge \,\dots \wedge v_{n-1}} als {\displaystyle \vee }-redundant (englisch join-redundant) bzw. als {\displaystyle \wedge }-redundant (englisch meet-redundant) genau dann, wenn es einen Index  {\displaystyle i\in \{0,\,\dots ,n-1\}} gibt mit {\displaystyle v=v_{0}\vee \,\dots \vee v_{i-1}\vee v_{i+1}\vee \,\dots \vee v_{n-1}} bzw. mit {\displaystyle v=v_{0}\wedge \,\dots \wedge v_{i-1}\wedge v_{i+1}\wedge \,\dots \wedge v_{n-1}}. Andernfalls bezeichnet man eine solche Darstellung als {\displaystyle \vee }-irredundant (englisch join-irredundant)  bzw. als {\displaystyle \wedge }-irredundant (englisch meet-irredundant). Ist der Kontext klar, so sagt man einfach redundant bzw. irredundant. Eine redundante Darstellung ist also in diesem Sinne verkürzbar, während eine irredundante Darstellung unverkürzbar ist.
- Ein Element {\displaystyle v\in V} ist {\displaystyle \vee }-irreduzibel bzw. vereinigungsirreduzibel (englisch join-irreducible) genau dann, wenn für {\displaystyle v_{1},v_{2}\in V} aus {\displaystyle v=v_{1}\vee v_{2}} stets {\displaystyle v=v_{1}} oder {\displaystyle v=v_{2}} folgt. Entsprechend ist ein Element {\displaystyle v\in V} {\displaystyle \wedge }-irreduzibel  bzw. durchschnittsirreduzibel (englisch meet-irreducible) genau dann, wenn für {\displaystyle v_{1},v_{2}\in V} aus {\displaystyle v=v_{1}\wedge v_{2}} stets {\displaystyle v=v_{1}} oder {\displaystyle v=v_{2}} folgt. Ist der Kontext klar, so sagt man einfach irreduzibel. Der obige verbandstheoretische Irreduzibilitätsbegriff entspricht dem Irreduzibilitätsbegriff der Ringtheorie.
- Jeder Verband {\displaystyle (V,\vee ,\wedge )}  ist zugleich eine teilweise geordnete Menge {\displaystyle (V,\leq )}, deren Ordnungsrelation man aus den beiden Verknüpfungen {\displaystyle \vee } und {\displaystyle \wedge } erhält, wobei man diese ihrerseits zurückgewinnt durch die paarweise Bildung von Infimum und Supremum. Damit lassen sich in Verbänden alle Begriffe verwenden, die man aus der Ordnungstheorie kennt, und nicht zuletzt auch der Begriff der Kette. Hier sagt man dann, es seien zwei verschiedene Elemente {\displaystyle v} und {\displaystyle w} durch eine Kette {\displaystyle K} verbunden, wenn {\displaystyle K} bezüglich der induzierten Ordnungsrelation {\displaystyle {\leq }|_{K}} ein kleinstes und ein größtes Element besitzt und diese beiden mit {\displaystyle v} und {\displaystyle w} übereinstimmen.
- Eine teilweise geordnete Menge {\displaystyle (V,\leq )} erfüllt die absteigende Kettenbedingung (englisch descending chain condition), wenn jede Kette der Form  {\displaystyle v_{1}\geq v_{2}\geq \dots \geq v_{n}\geq \dots } nach endlich vielen Schritten stationär wird. Eine aus unendlich vielen verschiedenen Elementen bestehende Kette der Form {\displaystyle v_{1}>v_{2}>\dots >v_{n}>\dots } ist dann also unmöglich. Der dazu duale Begriff ist der der aufsteigenden Kettenbedingung (englisch ascending chain condition).
- Laut Lew Anatoljewitsch Skornjakow ist der Verband der Unterräume eines linearen Raums (mit der Inklusion als Ordnungsrelation) das wichtigste Beispiel für einen modularen Verband, während (im Allgemeinen) der Verband aller Untergruppen eine Gruppe ... kein modularer Verband sei.[17]
- Helmuth Gericke stellt in seiner Theorie der Verbände den Normalteilerverband einer Gruppe (mit der Inklusion als Ordnungsrelation) als wichtiges Beispiel eines modularen Verbandes heraus.[18] Den Satz von Kurosch-Ore gibt er – ohne Kurosch und Ore zu erwähnen – unter der Überschrift Der Austauschsatz in modularen Verbänden wieder.[19][20]